# Louis Henri, Prinț de Condé
Louis Henri de Bourbon (Louis Henri Joseph), (n. 13 aprilie 1756, Paris, Regatul Franței – d. 30 august 1830, Saint-Leu-la-Forêt⁠(d), Seine-et-Oise, Franța) a fost Prinț de Condé  din 1818 până la moartea sa.

## Biografie
A fost singurul fiu al lui Louis Joseph, Prinț de Condé și a soției acestuia, Charlotte de Rohan. Ca membru al Casei de Bourbon a fost prinț de sânge. Până să dețină titlul de Prinț de Condé, l-a deținut pe cel de Duce de Bourbon.

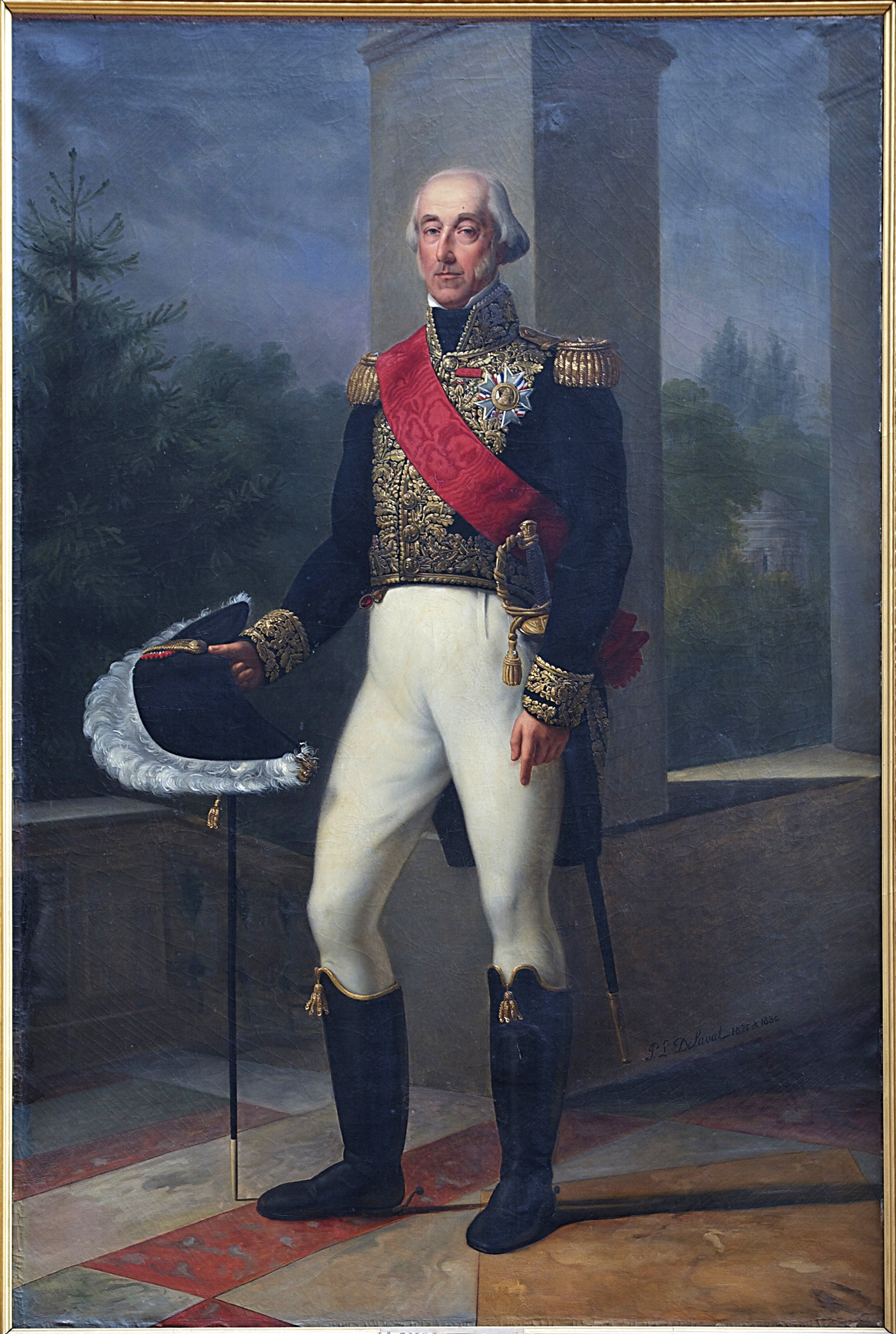
Portret al Prințului de Condé de Pierre-Louis Delaval, Muzeul Condé de Chantilly.

În 1770 s-a căsătorit cu Louise Marie Thérèse Bathilde d'Orléans, fiica lui Louis Philippe I, Duce de Orléans și a Louisei Henriette de Bourbon. Doi ani mai târziu s-a născut singurul lor fiu, Louis Antoine, Duce de Enghien. Mariajul nu a fost unul fericit iar în 1780 cuplul s-a despărțit. Louis nu s-a recăsătorit niciodată. La scurt timp după despărțire, Ducele de Bourbon a început o relație publică cu cântăreața de operă Marguerite Michelot din care au rezultat două fiice nelegitime. Una din ele, Adèle, se va căsători prima dată cu contele de Reuilly (1761-1831) și a doua oară în 1833 cu Guy-Jacques de Chaumont (1787-1851), conte de Quitry, șambelan al împăratului Napoléon I. 
În timpul Revoluției franceze ducele a plecat în exil împreună cu tatăl și fiul său, supraviețuind astfel epurării Casei de Bourbon în Franța, epurare care i-a costat viața, printre alții, pe regele Ludovic al XVI-lea al Franței și pe regina Maria Antoaneta. Din exil a luptat în armata tatălui său.
În 1804, fiul său, Ducele de Enghien, a fost răpit în Germania din ordinul lui Napoleon și executat în șanțul Castelului Vincennes. Ducele de Enghien era căsătorit cu Charlotte de Rohan-Rochefort de mai puțin de două luni și nu avea copii.
Ducele de Bourbon s-a întors în Franța cu tatăl său după înfrângerea lui Napoleon în 1814 și și-au recuperat averea și statutul public. După decesul tatălui său în 1818, Louis Henri și-a asumat titlul de Prinț de Condé.
Dacă regii francezi Henric al IV-lea sau Ludovic al XIII-lea nu ar fi avut copii, Louis Henri ar fi fost ultimul membru al Casei de Bourbon pe linie masculină.

## Sfârșitul liniei Condé
Linia de Bourbon-Condé a luat sfârșit odată cu moartea în condiții suspecte a lui Louis Henri în 1830, la scurtă vreme după Revoluția din Iulie. În timp ce era în exil, în 1811, Ducele de Bourbon a făcut cunoștință la un bordel din Piccadilly cu Sofia Dawes sau Daw, o prostituată din Isle of Wight. El a instalat femeia și pe mama acesteia la Londra într-o casă pe strada Gloucester. Acolo, ea a trecut printr-un amplu program educațional de limbi moderne și autori antici. 

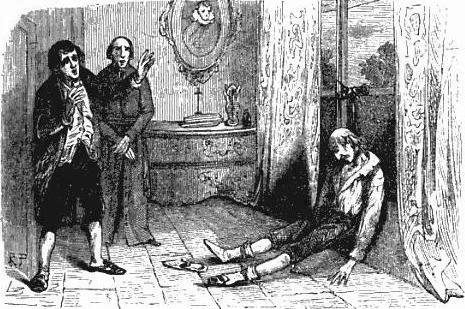
Descoperirea corpului prințului de Condé. Gravură extrasă din Istoria lui Ludovic Filip I rege al francezilor, 1847.

 După Restaurarea bourbonilor în 1815, Ducele a dus-o la Paris și a aranjat o căsătorie între ea și baronul Adrien Victor de Feucheres, un ofițer din garda regală. Acest lucru a permis Sofiei să intre în societatea franceză. Feucheres, care a devenit consilier al ducelui, a crezut timp de mulți ani de zile că Sofia este fiica naturală a lui Louis Henri. Când a descoperit adevărul, s-a despărțit de soția sa și l-a informat pe regele Ludovic al XVIII-lea de relația reală dintre Louis Henri și Sofia. Regele a interzis Sofiei accesul la curte.
Pentru a se răzbuna, Sofia l-a abordat pe șeful Casei de Orléans, Ludovic Filip, și prin el și-a făcut o nouă intrare în societate. În schimb, ea a fost de acord să-și folosească influența asupra lui Louis Henri pentru a-l convinge să-l numească pe fiul cel mic al lui Ludovic Filip, Henri d'Orléans, duce de Aumale moștenitor al său.  Sofia a primit pentru serviciile sale 2 milioane de franci. În cele din urmă, noul rege bourbon Carol al X-lea a acceptat-o la curte.
La 27 august 1820, Prințul de Condé a fost găsit spânzurat în dormitorul său atârnat de două batiste înnodate legate de mânerul ferestrei. Nimic din viața prințului nu sugera o sinucidere. Imediat legitimiștii au răspândit zvonul asasinatului, acuzându-l pe Ludovic Filip și pe soția acestuia, Maria Amélia, că și-au dorit ca fiul lor cel mic să moștenească imensa avere a prințului.  
Teoria asasinatului afirmă, fără dovezi, că prințul bulversat de Revoluția din Iulie a rămas fidel monarhiei legitime și a decis să revoce testamentul făcut în favoarea tânărului duce d'Aumale și să lase averea ducelui de Bordeaux. În fața acuzațiilor, orleaniștii au căutat să demonstreze că prințul a aderat la noul regim.
1. ↑  Autoritatea BnF, accesat în 10 octombrie 2015
2. ↑  Czech National Authority Database, accesat în 1 martie 2022